# Invisible Lantern
Invisible Lantern es el tercer álbum de estudio de la banda grunge de Ellensburg Screaming Trees publicado el 12 de mayo de 1988 por SST Records.

## Lista de canciones
| Invisible Lantern |                             |          |  |
| N.º               | Título                      | Duración |  |
| 1.                | «Ivy»                       | 3:16     |  |
| 2.                | «Walk Through to This Side» | 2:32     |  |
| 3.                | «Lines & Circles»           | 3:45     |  |
| 4.                | «She Knows»                 | 2:15     |  |
| 5.                | «Shadow Song»               | 4:15     |  |
| 6.                | «Grey Diamond Desert»       | 4:22     |  |
| 7.                | «Smokerings»                | 3:43     |  |
| 8.                | «The Second I Awake»        | 2:59     |  |
| 9.                | «Invisible Lantern»         | 3:02     |  |
| 10.               | «Even If»                   | 3:48     |  |
| 11.               | «Direction of the Sun»      | 2:53     |  |
| 12.               | «Night Comes Creeping»      | 3:53     |  |
| 40:43             |                             |          |  |